# Costa & Nolan
Costa & Nolan è una casa editrice italiana fondata da Carla Costa nel 1981 a Genova.

## Storia
La Costa & Nolan fu fondata da Carla Costa nel 1981, con il supporto curatoriale di Eugenio Buonaccorsi, che allora utilizzava lo pseudonimo Nolan nella rubrica di teatro del XIX secolo. Tra i curatori che collaborarono con la casa editrice è da ricordare anche Germano Celant, che curava la collana dedicata alla saggistica d'Arte chiamata I turbamenti dell'arte.
Nel 1994 la casa editrice fu prima amministrata da Silvio Mursia, che la acquistò poi nel 1997 trasferendone la sede a Milano. Fu in questi anni che la Costa & Nolan entrò a far parte del gruppo "Logica" che vedeva associate nella distribuzione della PDE altre case editrici come Il lavoro editoriale, Leoncavallo libri, Piero Manni, Moretti & Vitali, Pequod Edizioni, Theoria, Transeuropa Edizioni e Vignola.

## Collane
- I turbamenti dell'arte
- Testi della cultura italiana
- Riscontri (Testi di cultura giovanile)
- Genova. Guida alla città nuova e antica
- La letteratura ligure
- Nuovi ritmi

## Premi
- 1992 – Premio Nazionale per la Traduzione (Ministero per i beni culturali)[2]